# Austrocylindropuntia subulata
Austrocylindropuntia subulata (Muehlenpf.) Backeb., 1939, è una pianta appartenente alla famiglia delle Cactacee.

## Etimologia
Il suo nome generico deriva dall'unione della parola latina austĕr o austrālis che significano Sud o Meridione ed il nome del genere Cylindropuntia, che include piante dall'aspetto simile, mentre l'epiteto specifico deriva dal latino sūbŭla, ossia lesina, per la forma della foglie.

## Descrizione

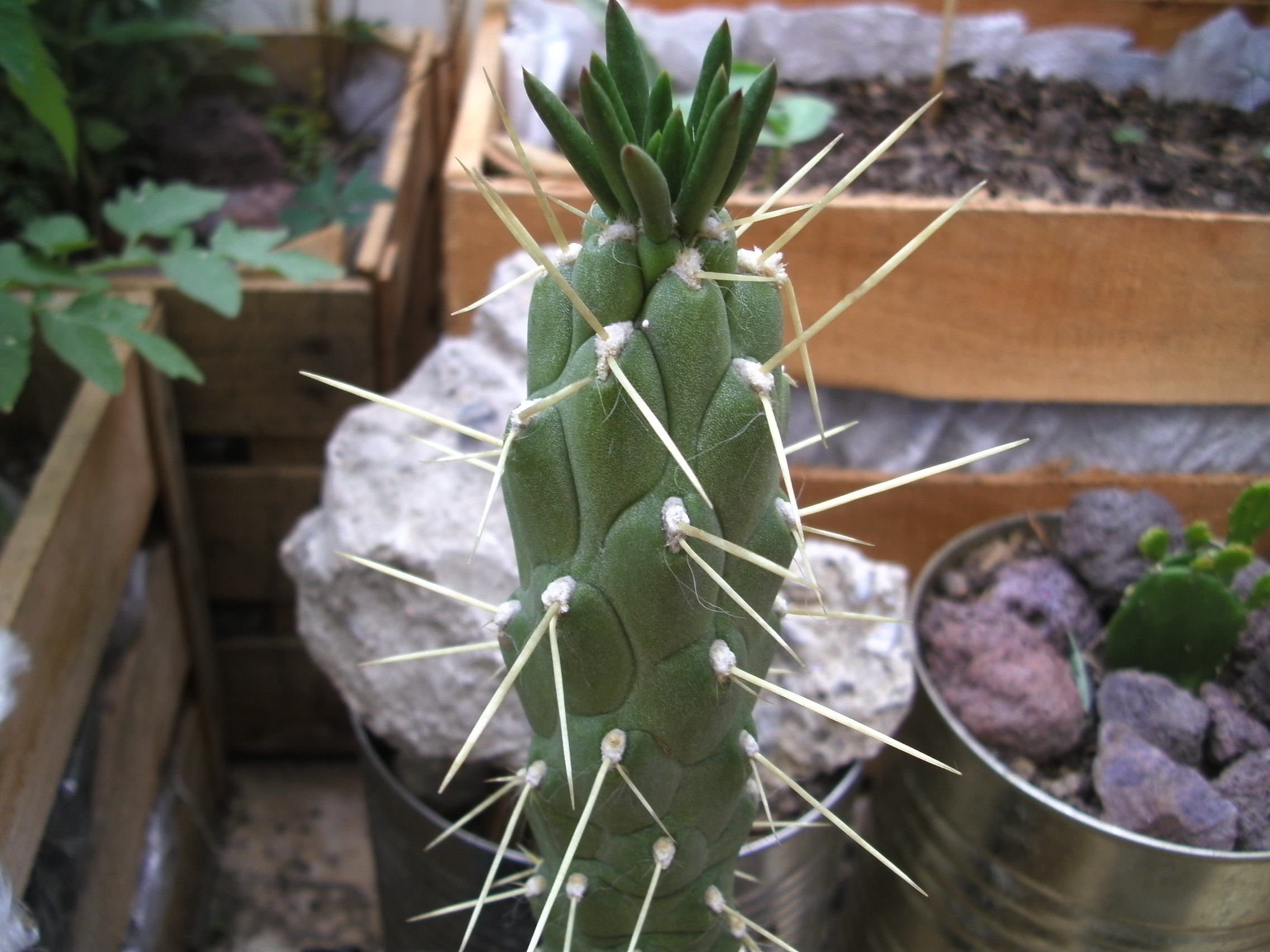
Dettaglio di Austrocylindropuntia subulata: si possono osservare le notevoli spine e le foglie in cima alla pianta.

Austrocylindropuntia subulata è una pianta succulenta arborescente che può raggiungere i 4 metri d'altezza.
È dotata di un fusto principale eretto di 6–10 cm di larghezza, il cui colore varia dal verde al brunastro, caratterizzato da areole dotate di un numero variabile di spine. I rami possono raggiungere i 50 cm di lunghezza e si possono ramificare a loro volta dapprima orizzontalmente, per poi erigersi verso l'alto; sono caratterizzati da foglie carnose a forma di lesina che possono raggiungere i 12 cm di lunghezza negli esemplari più grandi, mentre non superano i 4–5 cm nelle piante cresciute in vaso. I fiori sono molto caratteristici: crescono solo sulle piante adulte e non si aprono completamente, mantenendo così una forma ovale ed allungata che può raggiungere i 6 cm, con tepali che vanno dal rosso al rosa.
Le robuste spine, di colore giallo, nascono dalle areole bianche e lanose dotate talvolta di glochidi e peli anch'essi bianchi. La loro lunghezza può variare dai pochi millimetri fino agli 8 cm e possono ferire in modo notevolmente doloroso.

## Distribuzione e habitat
La pianta è nativa del Sud America, in particolare cresce sulle montagne andine di Colombia, Perù e Bolivia ad altezze comprese fra i 2000 ed i 3500 m, a climi relativamente caldi e piovosi.

## Coltivazione
È una tipica pianta aridoresistente che richiede temperature superiori a 10 °C, ma è comunque in grado di resistere per brevi periodi a temperature inferiori allo zero. Per crescere ha bisogno di una forte esposizione al sole. Soffre particolarmente i ristagni idrici, dunque è necessario che venga piantata in terreni molto drenanti e che non venga irrigata con frequenza: in vaso è sufficiente una esigua quantità d'acqua una volta ogni 10-12 giorni, ma non disdegna le acque piovane anche se frequenti.

## Moltiplicazione
In natura la Austrocylindropuntia subulata si propaga attraverso i semi ovoidi lunghi circa un centimetro e non molto numerosi. I verdi frutti, cadendo a terra, possono dar vita a nuove piante che hanno origine nella areole, oltretutto è possibile riprodurla per talea, tagliando gli ultimi dieci centimetri del fusto o di un ramo ed interrandolo dopo averlo fatto asciugare due o tre giorni.